# Cowboys Espirituais
Cowboys Espirituais é um supergrupo de rock e música country de Porto Alegre, Rio Grande do Sul formado por Júlio Reny (Expresso Oriente), Márcio Petracco (TNT) e Frank Jorge (Graforréia Xilarmônica).

## Biografia
Foi formada em 1997 por Júlio Reny, Márcio Petracco e Frank Jorge, músicos que já haviam alcançado sucesso com suas respectivas bandas, Expresso Oriente, TNT e Graforréia Xilarmônica. Contratados pela gravadora Trama em 1998, atingiram o sucesso nacional com o hit Jovem Cowboy (que contou com a participação especial de DJ Piá), realizaram um grande número de shows e conquistaram o prêmio Revelação da América Latina do canal de TV Country Music Television.
Posteriormente, Frank Jorge deixou o grupo para seguir seus projetos pessoais. A separação foi amigável, o que pode ser ser comprovado pela participação de Frank Jorge em outros trabalhos do grupo. Em 2000, o segundo CD dos Cowboys, Deluxe, foi lançado pela gravadora Stop Records, produzido por Egisto Dal Santo e conta com o baterista Paulo Arcari (ex-TNT) que então passou a integrar o grupo. Ao vivo, o grupo contava com a participação de Lucio Dorfman nos teclados e Regis Sam no baixo.[carece de fontes?]
Em 2013, por ocasião do show comemorativo de 15 anos, a banda voltou a contar com a participação de Frank Jorge.

## Obra

### Discografia
- Cowboys Espirituais. Trama, 1998.
- DeLuxe. Acit, 2000.
- Cowboys Espirituais III. Plus Records, 2007

## Prêmios e indicações

### Prêmio Açorianos
| Ano  | Categoria         | Indicação           | Resultado |
| ---- | ----------------- | ------------------- | --------- |
| 1998 | Grupo Musical     | Cowboys Espirituais | Indicado  |
| 2001 | Disco de Pop/Rock | DeLuxe              | Indicado  |